# Реджо-нель-Эмилия
Ре́джо-нель-Эми́лия, Реджо-Эмилия (итал. Reggio nell'Emilia, эмил.-ром. Rèz, лат. Regium Lepidi) — город в итальянской области Эмилия-Романья, центр провинции Реджо-нель-Эмилия, на полпути между Моденой и Пармой. Его не следует путать с городом Реджо-ди-Калабрия в Калабрии. Население составляет 165 503 человека (2008), плотность населения 715 чел./км². Занимает площадь 232 км². Почтовый индекс — 42100. Телефонный код — 0522.
Покровителем коммуны почитается святой Проспер Реджийский, празднование 24 ноября.

## История
В 187 до н. э. на Эмилиевой дороге была основана колония Regium Lepidi, названная по имени консула Марка Эмилия Лепида.
Город, ещё в IV веке имевший собственного епископа, сильно пострадал от варварских нашествий. Альбоин сделал его одним из центров государства лангобардов. В 899 году он подвергся набегу мадьяр. В 1002 году отошёл к маркграфам Тосканским, которые обосновались в близлежащем Каносском замке.
С XII века Реджо выступал членом Ломбардской лиги как самостоятельная городская республика. Коммуну раздирало кровавое противоборство между сильнейшими родами. В XIV веке к борьбе за Реджо подключились вельможные семейства д’Эсте, Гонзага и Висконти, а также папы римские.
В 1409 году владение Реджо перешло к роду д’Эсте, который сохранял его в своих руках вплоть до Наполеоновских войн. Фактически он входил в состав Моденского герцогства, хотя de jure был выделен в герцогство Реджо. С правлением д’Эсте начинается подъём торговли и зодчества. С Реджо неразрывно связаны имена двух великих поэтов кватроченто — Боярдо и Ариосто.
В 1513 году городом овладел папа Юлий II, однако папское правление в этой части Эмилии продлилось не более 10 лет. В 1796 году в Реджо вошёл Наполеон, провозгласивший здесь создание Циспаданской республики. Именно в Реджо был впервые вывешен современный флаг Италии, и здесь же был сочинён тогда марш Домбровского. С 1810 года титул герцога Реджо носил маршал Удино.
Венский конгресс вернул Реджо моденским герцогам, однако граждане, вкусившие вкус свободы, не раз поднимались против своих правителей. В 1860 году город вошёл в состав объединённой Италии. В политической жизни XX века доминировали социалисты и, в послевоенные годы, коммунисты. В 1980-х годах в городе записывалась рок-группа CCCP Fedeli alla linea.

## Образование
Методика дошкольного образования была начата городскими школами после Второй мировой войны и хорошо известна во всём мире. Она основана и вдохновлена теориями Малагуцци, Брунера, Выготского, Дьюи, Пиаже и Гарднера. В Реджо-нель-Эмилии находится Международный центр Лориса Малагуцци, современная структура, в которой внедряется, экспортируется и распространяется методика по всему миру.

## Экономика
Экономика города в основном базируется на финансовом и кооперативном секторе, а также на промышленно-производственном секторе, развитом в механическом и машиностроительном секторах.
В городе и провинции базируются крупные промышленные группы, в том числе: Max Mara Fashion Group, Interpump Group, Sigma Realco, Brevini Group, Padana Tubi, Ferrari Group, Landi Renzo, RCF, Veroni, Smeg, Argo Tractors, Lombardini Group, Walvoil, Interacciai, Conad Center North, Cantine Riunite, Granitifiandre и Iren.

## Достопримечательности
В Реджо-нель-Эмилии много церквей, в частности, Дуомо (ит.) — соборная церковь, возведённая преимущественно в романском стиле, под которой обнаружены древнеримские мозаики; базилика Мадонна-делла-Гьяра (ит., 1597—1619), представляющая пример переходного стиля между маньеризмом и барокко, одна из главных святынь Эмилии; а также базилика Сан-Просперо (ит.), заложенная в X веке, над украшением которой работали болонцы Камилло Прокаччини и Лодовико Карраччи. Также в городе находится старейшая в Италии гурдвара (сикхский храм).
Светские достопримечательности включают Театр Валли (ит., 1852—1857), Театр Ариосто (ит.), ренессансные палаццо, художественный музей Галерея Пармеджани.
Ярким произведением современной архитектуры стала пассажирская станция высокоскоростной линии Милан — Болонья Reggio Emilia AV Mediopadana и три подвесных моста на северной окраине города, спроектированные знаменитым Сантьяго Калатравой.
В городе проводится международный шахматный турнир.

## Города-побратимы
- Быдгощ, Польша
- Дижон, Франция
- Задар, Хорватия
- Кишинёв, Молдавия
- Крагуевац, Сербия
- Кутро, Италия
- Толука-де-Лердо, Мексика
- Форт-Ворт, штат Техас, США
- Жирона, Испания

## Демография
Динамика населения:

## Администрация коммуны
- Официальный сайт: http://www.municipio.re.it/